# قائمة الجوائز والترشيحات التي تلقاها برخد عبدي
فيما يلي قائمة بالجوائز والترشيحات التي تلقاها المُمثل والمُخرج ذو الجنسيتين الصومالية والأمريكية برخد عبدي. كانت بداية برخد عبدي قي التمثيل من خلال مُشاركته في فيلم القبطان فيليبس سنة 2013. عن هذه المُشاركة، فاز برخد بجائزة الأكاديمية البريطانية للأفلام لأفضل ممثل في دور مُساعد، ورٌشح لنيل كُل من جائزة الأوسكار لأفضل ممثل مساعد وجائزة الغولدن غلوب لأفضل ممثل مساعد في فيلم وجائزة نقابة ممثلي الشاشة لأفضل ممثل في دور ثانوي [الإنجليزية].

## الجوائز الكبرى

### جوائز الأوسكار
| السنة | الفيلم         | الفئة                  | النتيجة | مراجع |
| ----- | -------------- | ---------------------- | ------- | ----- |
| 2013  | القبطان فيليبس | أفضل ممثل في دور مساعد | رُشِّح     | [ 1 ] |

### جوائز البافتا
| السنة | الفيلم         | الفئة                  | النتيجة | مراجع       |
| ----- | -------------- | ---------------------- | ------- | ----------- |
| 2013  | القبطان فيليبس | أفضل ممثل في دور ثانوي | فوز     | [ 2 ] [ 3 ] |

### جوائز الغولدن غلوب
| السنة | الفيلم         | الفئة                   | النتيجة | مراجع |
| ----- | -------------- | ----------------------- | ------- | ----- |
| 2013  | القبطان فيليبس | أفضل ممثل مساعد في فيلم | رُشِّح     | [ 4 ] |

### جوائز نقابة ممثلي الشاشة
| السنة | الفيلم         | الفئة                                     | النتيجة | مراجع       |
| ----- | -------------- | ----------------------------------------- | ------- | ----------- |
| 2013  | القبطان فيليبس | أفضل أداء لمُمثل في دور مساعد [الإنجليزية] | رُشِّح     | [ 5 ] [ 6 ] |

## جوائز سينمائية أخرى

### جوائز تحالف الصحفيات السينمائيات
| السنة | الفيلم         | الفئة           | النتيجة | مراجع       |
| ----- | -------------- | --------------- | ------- | ----------- |
| 2013  | القبطان فيليبس | أفضل ممثل مساعد | رُشِّح     | [ 7 ] [ 8 ] |

### جائزة مجتمع أواردر سيركويت
| السنة | الفيلم         | الفئة           | النتيجة | مراجع |
| ----- | -------------- | --------------- | ------- | ----- |
| 2013  | القبطان فيليبس | أفضل ممثل مساعد | رُشِّح     |       |

### جوائز بلاك ريل[لغات أخرى]‏
| السنة | الفيلم         | الفئة                 | النتيجة | مراجع |
| ----- | -------------- | --------------------- | ------- | ----- |
| 2013  | القبطان فيليبس | أفضل ممثل مساعد ‏      | فوز     | [ 9 ] |
| 2013  | القبطان فيليبس | أفضل أداء لمُمثل صاعد ‏ | فوز     | [ 9 ] |

### جوائز كابري
| السنة | الفيلم         | الفئة          | النتيجة | مراجع |
| ----- | -------------- | -------------- | ------- | ----- |
| 2013  | القبطان فيليبس | أفضل ممثل قادم | فوز     |       |

### جوائز اختيار النقاد للأفلام
| السنة | الفيلم         | الفئة            | النتيجة | مراجع  |
| ----- | -------------- | ---------------- | ------- | ------ |
| 2013  | القبطان فيليبس | أفضل ممثل مساعد ‏ | رُشِّح     | [ 10 ] |

### جمعية أوهايو المركزية لنقاد السينما
| السنة | الفيلم         | الفئة           | النتيجة | مراجع |
| ----- | -------------- | --------------- | ------- | ----- |
| 2013  | القبطان فيليبس | أفضل ممثل مساعد | رُشِّح     |       |

### جوائز جمعية شيكاغو لنقاد السينما
| السنة | الفيلم         | الفئة            | النتيجة | مراجع         |
| ----- | -------------- | ---------------- | ------- | ------------- |
| 2013  | القبطان فيليبس | أفضل ممثل مساعد ‏ | رُشِّح     | [ 11 ] [ 12 ] |
| 2013  | القبطان فيليبس | أفضل ممثل صاعد   | رُشِّح     | [ 11 ] [ 12 ] |

### جوائز جمعية دالاس فورت وورث لنقاد السينما
| السنة | الفيلم         | الفئة            | النتيجة | مراجع  |
| ----- | -------------- | ---------------- | ------- | ------ |
| 2013  | القبطان فيليبس | أفضل ممثل مساعد ‏ | رُشِّح     | [ 13 ] |

### جوائز جمعية دنفر لنقاد السينما
| السنة | الفيلم         | الفئة           | النتيجة | مراجع |
| ----- | -------------- | --------------- | ------- | ----- |
| 2013  | القبطان فيليبس | أفضل ممثل مساعد | رُشِّح     |       |

### جوائز جمعية ديترويت لنقاد السينما[لغات أخرى]‏
| السنة | الفيلم         | الفئة           | النتيجة | مراجع  |
| ----- | -------------- | --------------- | ------- | ------ |
| 2013  | القبطان فيليبس | أفضل ممثل مساعد | رُشِّح     | [ 14 ] |

### جوائز جمعية جورجيا لنقاد السينما
| السنة | الفيلم         | الفئة           | النتيجة | مراجع |
| ----- | -------------- | --------------- | ------- | ----- |
| 2013  | القبطان فيليبس | أفضل ممثل مساعد | رُشِّح     |       |

### جوائز إمباير
| السنة | الفيلم         | الفئة          | النتيجة | مراجع                |
| ----- | -------------- | -------------- | ------- | -------------------- |
| 2013  | القبطان فيليبس | أفضل قادم جديد | رُشِّح     | [ 15 ] [ 16 ] [ 17 ] |

### جائزة غولد ديربي
| السنة | الفيلم         | الفئة           | النتيجة | مراجع |
| ----- | -------------- | --------------- | ------- | ----- |
| 2013  | القبطان فيليبس | أفضل ممثل مساعد | رُشِّح     |       |

### جوائز جمعية هيوستن لنقاد السينما
| السنة | الفيلم         | الفئة            | النتيجة | مراجع         |
| ----- | -------------- | ---------------- | ------- | ------------- |
| 2013  | القبطان فيليبس | أفضل ممثل مساعد ‏ | رُشِّح     | [ 18 ] [ 19 ] |

### جوائز دائرة لندن لنقاد السينما
| السنة | الفيلم         | الفئة                     | النتيجة | مراجع  |
| ----- | -------------- | ------------------------- | ------- | ------ |
| 2013  | القبطان فيليبس | أفضل ممثل ثانوي في السنة ‏ | فوز     | [ 20 ] |

### جوائز إم تي في للأفلام
| السنة             | الفيلم         | الفئة     | النتيجة | مراجع                       |
| ----------------- | -------------- | --------- | ------- | --------------------------- |
| 2013 [الإنجليزية] | القبطان فيليبس | أفضل شرير | رُشِّح     | [ 21 ] [ 22 ] [ 23 ] [ 24 ] |

### جوائز الجمعية الوطنية لنقاد السينما[الإنجليزية]
| السنة | الفيلم         | الفئة                        | النتيجة | مراجع         |
| ----- | -------------- | ---------------------------- | ------- | ------------- |
| 2013  | القبطان فيليبس | أفضل ممثل مساعد [الإنجليزية] | رُشِّح     | [ 25 ] [ 26 ] |

### جوائز جمعية أونلاين لنقاد السينما[لغات أخرى]‏
| السنة | الفيلم         | الفئة            | النتيجة | مراجع  |
| ----- | -------------- | ---------------- | ------- | ------ |
| 2013  | القبطان فيليبس | أفضل ممثل مساعد ‏ | رُشِّح     | [ 27 ] |

### جوائز دائرة سان فرانسيسكو لنقاد السينما
| السنة | الفيلم         | الفئة           | النتيجة | مراجع  |
| ----- | -------------- | --------------- | ------- | ------ |
| 2013  | القبطان فيليبس | أفضل ممثل مساعد | رُشِّح     | [ 28 ] |

### جوائز جمعية سانت لويس غاتواي لنقاد السينما
| السنة | الفيلم         | الفئة           | النتيجة | مراجع         |
| ----- | -------------- | --------------- | ------- | ------------- |
| 2013  | القبطان فيليبس | أفضل ممثل مساعد | رُشِّح     | [ 29 ] [ 30 ] |

## وصلات خارجية
- قائمة الجوائز والترشيحات التي تلقاها برخد عبدي في قاعدة بيانات الأفلام على الإنترنت